# Ліховий Ігор Дмитрович
І́гор Дми́трович Ліхови́й (нар. 12 червня 1957, с. Врублівка, Житомирська область, Українська РСР, СРСР) — український державний та громадський діяч, дипломат, музеєзнавець, краєзнавець, культуролог, історик української культури. Міністр культури та туризму України (2005–2006), Надзвичайний і Повноважний Посол України в Республіці Білорусь (2007–2010). З 17 грудня 2014 по 20 квітня 2016 — перший заступник міністра культури України.

## Біографія
Народився 12 червня 1957 р. у с. Врублівка Романівського району Житомирської області.
1974—1979 — навчався у Одеському політехнічному інституті, спеціальність — інженер-електромеханік.
1979—1985 — Канівський електромеханічний завод «Магніт» (енергетик цеху, інженер-конструктор).
З 1987 по 1989 рік — перший заступник голови Канівського міськвиконкому. За розподілом обов'язків займався розвитком міста, організацією роботи гуманітарної сфери — освіти, культури, туризму, зарубіжних зв'язків, сприянням діяльності громадських пам'яткоохоронних та природоохоронних організацій, краєзнавчого руху. Очолював міський штаб підготовки до відзначення 175-річчя від дня народження Тараса Шевченка.
У ці роки Канів став одним із центрів руху за перебудову в країні завдяки активному протистоянню вітчизняної та зарубіжної громадськості державним планам промислової забудови заповідних Шевченківських територій, що згодом спонукало патріотів до здобуття незалежності України. Брав активну участь у створенні українського обличчя міста, увічненні пам'яті видатних діячів історії та культури у назвах вулиць, відкритті меморіальних дощок і знаків на честь пам'ятних подій та історичних постатей, пов'язаних з краєм, розвитку музейної інфраструктури.
Неодноразово обирався депутатом Канівської міської (1987—2002) та Черкаської обласної рад народних депутатів (1990—1994).
У 1989—2005 рр. — директор Канівського державного ордена Дружби народів музею-заповідника Т. Г. Шевченка, директор та генеральний директор-науковий керівник Шевченківського національного заповідника, науковий співробітник Інституту історії НАН України (2004—2005), заступник генерального директора Національного художнього музею України (2011—2013).
Відповідно до Указу Президента України від 5 жовтня 2005 року № 1415/2005 був призначений міністром культури і туризму України до Уряду Юрія Єханурова.
Листопад 2006 — лютий 2007 — керівник Служби з питань збереження національного культурного надбання Секретаріату Президента України.
З 6 лютого 2007 по 24 лютого 2010 року — посол України в Республіці Білорусь.
З 17 грудня 2014 року по 20 квітня 2016 року — перший заступник Міністра культури України.
Державний службовець 1-го рангу (з листопада 2006).

## Сім'я
Одружений. Має двох дітей.

## Громадська діяльність
Один із засновників та перший голова товариства дружби «Канів — Сонома (США)» (1987), багатолітній голова Канівського міського відділення Товариства «Україна-Світ».
Обирався до Ради засновників Радянського фонду культури (1989–1991), правління Українського фонду культури, Всеукраїнської спілки краєзнавців, президії Українського товариства охорони пам'яток історії та культури. Дійсний член Міжнародної ради з питань пам'яток визначних місць (ICOMOS). Почесний член Всеукраїнської спілки краєзнавців. Член Національної спілки журналістів України.

## Наукова діяльність
Організатор ряду шевченківських та краєзнавчих наукових конференцій, куратор літературно-мистецьких виставок і пошукових експедицій в Україні та за кордоном — у Білорусі, Казахстані, Молдові, Росії, США, Франції з метою популяризації української культури, в результаті яких ШНЗ набув широких контактів та цінних експонатів для поповнення музейної колекції. Віднайшов у США та повернув до України архів і мистецьку збірку художників з родини В. Г. Кричевського, автора державного герба України та будинку музею Т. Г. Шевченка у Каневі. Науковий консультант проекту реставрації музею Тараса Шевченка у Каневі (2002) та розробки генерального плану Шевченківського національного заповідника (2003). Послідовно відстоював цілісність та недоторканість історичних і природних пам'яток Шевченкового краю, розширення території заповідника і формування його структури як наукової та культурно-освітньої інституції. Сприяв формуванню системи музейного комплексу Канева, надання статусу національного шевченківським заповідникам Черкащини.
Організовував роботу з реставрації та відтворення визначних пам'яток — будинку музею Т. Г. Шевченка, першого музею «Тарасова світлиця», храму Покрови Богородиці (Тарасової церкви), встановлення пам'ятного знаку козацькому гетьману Івану Підкові, шевченківської меморіальної дошки на Успенському соборі у Каневі, а також співучасник заходів із встановлення меморіальних знаків Пилипу Орлику, Тарасу Шевченку та Едварду Желіговському (Андрію Сові) у Білорусі і Владіміру Короткевічу у Києві.
Автор ідеї та редактор періодичного музейного видання — вісник Шевченківського національного заповідника «Чернеча Гора» (1993–2005).
До пріоритетних наукових уподобань І. Д. Ліхового належить дослідження історії меморіалу Тараса Шевченка у Каневі та становлення музейного шевченкознавства, повернення імен незаслужено забутих та репресованих діячів української культури.

## Праці
Автор наукових праць з історії шевченкознавства, краєзнавства та проблем розвитку національної культури, статей та публікацій з музеології та охорони пам'яток, зокрема:
- Тарас Шевченко: мозаїка цілости. Каталог виставки шевченкіяни Володимира Яцюка. — К,: Критика. 2012;
- Світло з Тарасової гори. Шевченкіана / Бібліотека «Слова Просвіти». Книга 5. — К., Український пріоритет, 2011. — С. 113–148;
- Видання творів Тараса Шевченка у фондах Шевченківського національного заповідника. Каталог. — К.; Криниця. 2004. — 239 с. (Автор проекту та передмови, науковий редактор);
- До історії меморіалу Тараса Шевченка у Каневі. Українська Академія мистецтв // Дослідницькі та науково-методичні праці. Вип. 11. — К.; 2004;
- Канів у період окупації міста 1941–1944 рр. Матеріали науково-практичної конференції «Канів у контексті історії України». Канів, 2004. С. 56-62;
- Тарас Шевченко і Микола Реріх. Каталог виставки 2000–2001 років та матеріали круглого столу «Реріх і Шевченко». Українське Реріхівське товариство. — К., 2004.;
- «В степу безкраїм за Уралом…». «Свою Україну любіть…» Львівські художники шляхами Тараса Шевченка. Вип. ІІІ. Львів, 2003. с. 8-16;

Національні парки США — символ державного захисту визначних пам'яток американського народу// Праці центру пам'яткознавства НАН України і УТОПІК. Вип. 3. — К.; 2001;
- Симиренки в національній культурі: З покоління в покоління. (Слово і час, 1 № 3, 1997);
- Шевченківський національний заповідник як пам'ятка культури світового значення. Наукове видання «Пам'ятки та визначні місця Шевченкового краю: проблеми охорони та дослідження». Канів; — К., 1997. С. 5-9.

Публікації у віснику «Чернеча Гора»:
- Силове поле таланту Василя Кричевського. 1993. № 1. С. 4—5;
- «Боже, дозволь мені…». 1993. № 2. С. 6;
- «І Трахтемиров геть горою…». 1993. № 2. С. 7;
- «Малював з натури 26-го червня 1890 р.». № 1(5), 1995. С. 7;
- «Думаю, як зробити цей музей краще відомим в Європі». 1995. № 2-3(6-7). С. 2;
- Хранителі. Д. Хоменко. І. Калюжний.1995. № 2-3(6-7). С. 6;
- Сходження. Яків Данилов. 1995. № 4(8);
- «Вічний спокій тобі, велике серце!..» Іван Бунін і Тарасова Гора.1995. № 4(8). С. 7;
- Хранителі. Дмитро Лебедко. 1996. № 2(10). С. 6-7;
- Хранителі. Михайло Стретович. 1996. № 1(9). С. 4-5;
- Родом з Таганчі. Євген Деслав. 1996. № 1(9). С. 5;
- Куди йдеш, Каневе? 1998. № 1(12). С. 2;
- «…то весь безмежний світ». Р. М. Рільке і Тарасова Гора. 2000. № 1(15). С. 6;
- Від Дніпра до Сени. 2000. № 1(15);
- Причетність. Академік П. Т. Тронько. 2000. № 2(16). С. 4;
- На хвилі Тарасової Гори. 2002. № 1(19). С. 7;
- Під державну опіку. До 85- річчя Заповідника. 2003. № 1(20). С. 3.

## Нагороди
За вагомий особистий внесок у розвиток краєзнавства, збереження національної історико-культурної спадщини нагороджений орденом «За заслуги» ІІІ ст. (2000) та почесним званням Заслужений працівник культури України (1997).
Має також почесні відзнаки Українського фонду культури «За подвижництво в культурі» (1997), Товариства «Україна-Світ» «Єднання у співпраці» (2000), Міністерства культури і мистецтв України «За багаторічну плідну працю в галузі культури» (2005), а також медаль Михайла Драгоманова (2010). Нагороджений орденом Українського козацтва «Честь». Відзначений Білоруською спілкою художників пам'ятною медаллю до 1000-річчя першої літописної згадки найменування Литва та Товариством білоруської мови.

## Критика

### Україна молода
Газета «Україна молода» розкритикувала призначення Ігоря Ліхового заступником В'ячеслава Кириленка.

### «Повернення цінностей» Оссолінеуму
Ігор Ліховий був керівником української делегації міжурядової українсько-польської комісії у справах охорони та повернення культурних цінностей, втрачених та незаконно переміщених під час Другої світової війни, яка засідала в Ольштині. Підписав протокол, який рекомендує до кінця 2016 року обміняти львівський архів Оссолінеуму на матеріали НТШ, які зберігають у Варшаві. Це рішення викликало обурення відомих науковців, зокрема: почесного директора Львівської ННБ ім. Василя Стефаника Лариси Крушельницької (вона свого часу разом із директором бібліотеки архіву Оссолінеуму у Вроцлаві Адольфом Юзвенком домоглася закрити питання так званого повернення цінностей і вважає, що зараз повторюється ситуація часів СССР та 1990-х, коли збірку Оссолінеуму нещадно грабували київські високопосадовці), директора Львівського історичного музею Богдана Чайківського, докторів Миколи Бандрівського, Володимира Александровича (вважає, що обмін такого роду нагадує вимінювання золота та діамантів на брязкальця в папуасів), які звернулися до президента, прем'єра, української громадськости з вимогою відкласти будь-які перемовини до вивчення питання. Андрій Гречило вважає позицію Ліхового недержавницькою, що той «готовий все віддати».